# Крейдяний (заказник)
Крейдяний — ботанічний заказник місцевого значення. Об'єкт розташований на території Дворічнаської селищної громади Куп'янського району Харківської області, біля селища Дворічне.
Площа — 36,9 га, статус отриманий у 1984 році.
Охороняється ділянка крейдових відслонень на правому березі річки Оскіл із своєрідною рослинністю справжніх, чагарникових і крейдових степів. В складі флори багато рідкісних, ендемічних і реліктових видів рослин, зокрема занесені до Європейського Червоного списку пирій ковилолистий, ранник крейдяний, смілка крейдяна. Також трапляється 5 видів рослин, занесених до Червоної книги України, 10 регіонально рідкісних видів та 4 рослинні угруповання із Зелених списків Харківської області.